# Ceylon (VOC-gebied)

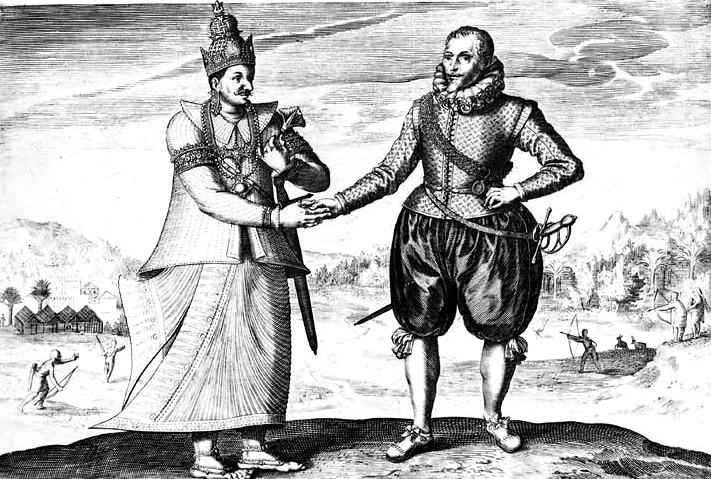
Joris van Spilbergen en de koning van Kandy in 1602

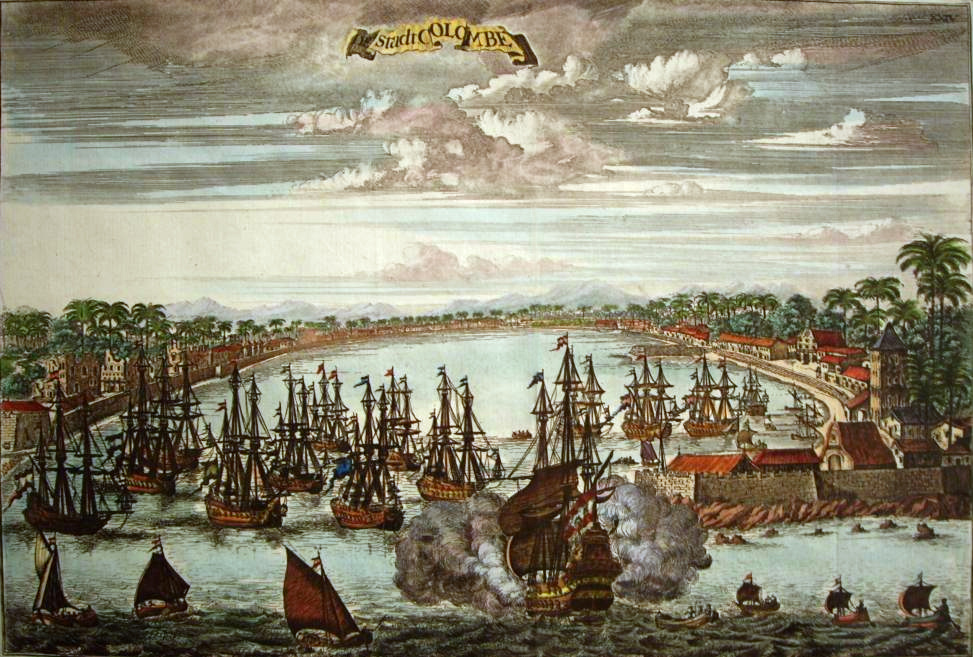
Colombo, gravure uit circa 1690

Op Ceylon, ook Zeylan, Seylon of Seylan (afgeleid van het Arabische Saheelan), had de Vereenigde Oostindische Compagnie (VOC) tussen 1640 en 1796 factorijen gevestigd. De omgeving hiervan was ook in bezit van de VOC. In 1766 kreeg de VOC de gehele kuststrook van het koninkrijk Kandy in handen. De bezittingen werden zo'n anderhalve eeuw later weer afgestaan aan het Verenigd Koninkrijk. Sinds 1972 is de naam Sri Lanka.

## Geschiedenis
De Vereenigde Zeeuwsche Compagnie stuurde Joris van Spilbergen in 1602 op expeditie naar Ceylon om te kijken of er handel in kaneel mogelijk was. Hij ging naar de oostkust en kwam in contact met Vimala Dharma Surya I, leider van het koninkrijk Kandy. Deze was hem goedgezind en leerde zelfs Nederlands. Toch kreeg Van Spilbergen te weinig kaneel om handel mee te kunnen drijven. De expeditie was toch succesvol, want de in 1602 opgerichte VOC vond zijn verhalen interessant genoeg om te proberen zich op het eiland te vestigen.
Daarom kwam er al drie maanden later een nieuwe expeditie aan onder leiding van viceadmiraal Sebald de Weert. Hij werd ook vriendelijk ontvangen, aangezien de koning van Kandy Nederlandse hulp wilde om van de Portugezen af te komen. Sebald (en enkele metgezellen) werd echter vermoord toen hij zich tegen de koning en zijn gevolg beledigend gedroeg nadat ze het niet eens konden worden. Hulp kon hij niet krijgen, aangezien zijn manschappen waren achtergebleven op het strand.
In de jaren dertig van de 17e eeuw kwam de koning van Kandy, inmiddels Raja Singha II, echter zelf met een toenadering naar de VOC, omdat hij weer steun zocht tegen Portugal. In 1638 kreeg hij deze hulp in ruil voor de handel in kaneel. In het verdrag dat gesloten werd stond dat de op de Portugezen veroverde forten op Ceylon verdeeld zouden worden. In het exemplaar van de koning stond dat de VOC, als de koning het verzocht, de forten zou ontruimen. In het Nederlandse exemplaar stond dit niet en deze werden ook niet teruggegeven. Ze werden zelfs gebruikt om voor lage prijzen kaneel van de koning te kopen vanwege de nog openstaande schuld.

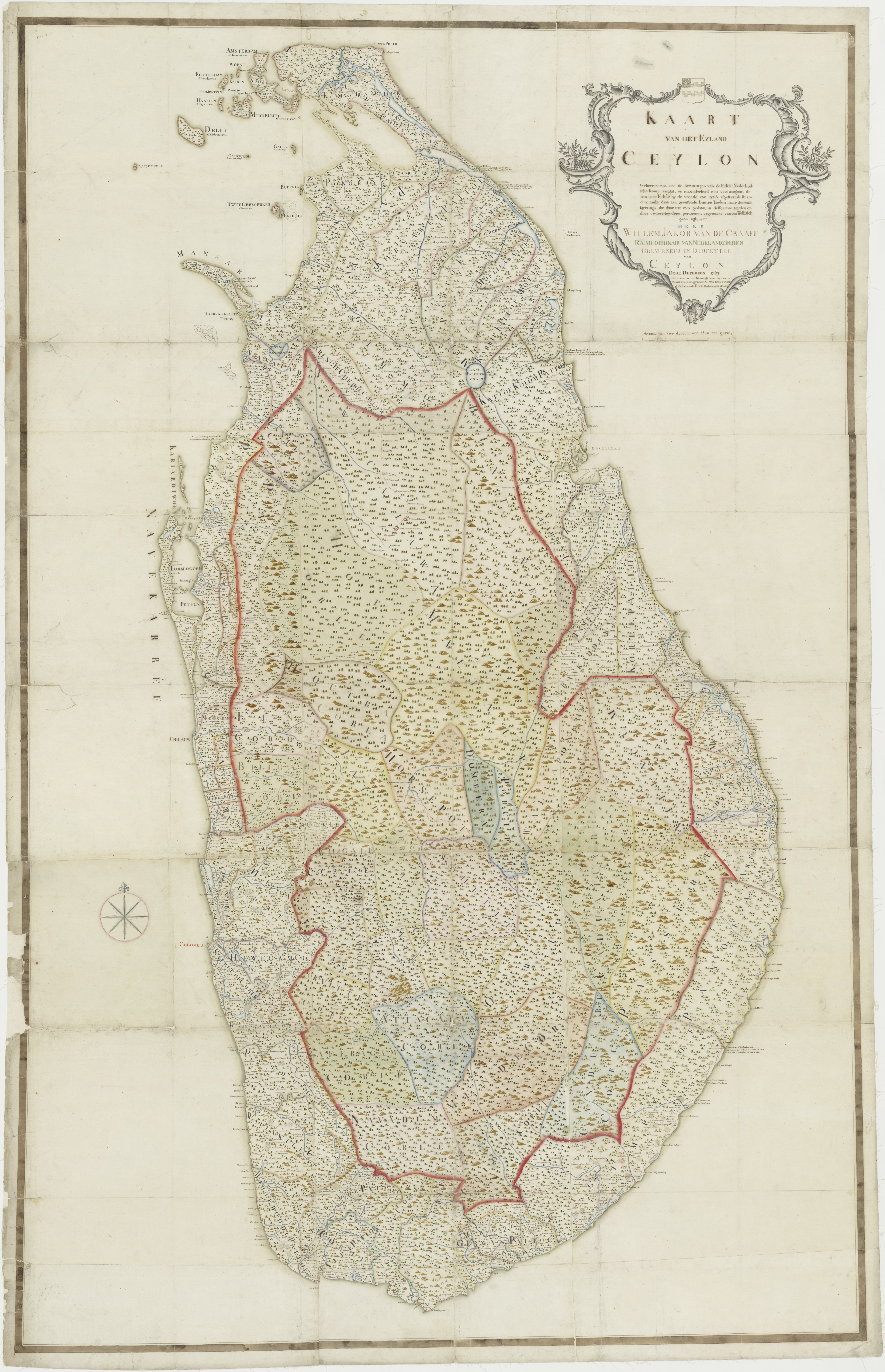
Kaart van het eiland Ceylon na de soevereine overdracht in 1766 van alle kustgebieden aan de VOC door het Koninkrijk Kandy. Alles binnen de rode lijn behoorde aan Kandy toe, erbuiten aan de VOC. (Jean du Perron, 1789) (collectie Nationaal Archief, 's-Gravenhage)

Twee jaar later, op 8 maart 1640, landde een expeditie van de VOC onder leiding van Willem Jacobsz Koster aan de noordkant van het fort Galle aan de zuidwestkust. Het bolwerk Santiago werd op 12 maart aangevallen, nadat de dag ervoor 440 man en de koning van Kandy met zijn troepen waren gearriveerd, en op de 13e ingenomen. Omdat de VOC weigerde de Nederlandse gebieden af te staan aan de koning van Kandy liet deze Koster vermoorden. Dit veranderde de situatie echter niet. In januari 1644 kwam ook fort Negombo in Nederlandse handen door een verrassingsaanval van François Caron. Toen in 1656, na een beleg van zeven maanden door Gerard Pietersz. Hulft, Colombo viel, en in 1658 de laatste Portugese forten, bij Jaffnapatnam, aan het noorden veroverd werden, waren de Nederlanders heer en meester. In 1664 en 1665 werd Galle versterkt en onneembaar.
Dit zorgde er ook voor dat de verhoudingen tussen de Nederlanders en de koning van Kandy steeds moeilijker werden. Elk jaar moesten gezanten van de VOC bijvoorbeeld naar de koning gaan om daar geknield geschenken aan te bieden. Op die manier wisten zij wel af te dwingen dat ze op het land van de koning kaneel mochten zoeken. Philippus Baldaeus beschreef uitgebreid de cultuur, de taal en de geschiedenis van de Portugezen en de Nederlanders op het eiland; alsmede de dood van Gerard Pietersz. Hulft, die voor de muren van Colombo stierf.
Toch brak er in 1760 een opstand tegen de Nederlanders uit door de Kandianen. Deze waren eerst niet tegen te houden en eind maart 1761 ging Matara voor de VOC verloren. Vanuit Batavia werd de gouverneur Jan Schreuder teruggeroepen en vervangen door Lubbert Jan van Eck die, na een mislukte poging, in 1765 de stad Kandy gedeeltelijk in de as wist te leggen. Maar vanwege te weinig troepen konden ze de koning niet op de knieën dwingen. Daarom werd in 1766 het Verdrag van Batticaloa gesloten, waarbij de VOC de hele kustlijn van Ceylon in handen kreeg.
Vanaf 1780 kregen de Engelsen echter ook interesse in het eiland. De koning van Kandy sloot zich bij hen aan om zich van de overheersing te ontdoen. Toch wisten de Nederlanders het uit te houden tot 1796 toen het bestuur Engels werd. Bij de Vrede van Amiens in 1802, tweehonderd jaar na de eerste expeditie op het eiland, werden de laatste bezittingen overgedragen aan Engeland.
De exportproducten van Ceylon waren kaneel, olifanten, parels (de parelhandel leverde evenals de olifantenhandel zo'n 200.000 gulden per jaar op) en arecanoten.

## Bestuur
Tijdens de periode van de VOC-overheersing op delen van Ceylon was het dagelijks bestuur in handen van een gouverneur en een politieke raad. Besluiten werden bij meerderheid van stemmen genomen en waren bindend voor de gouverneur. De gouverneur werd voor onbepaalde tijd benoemd door de Heren XVII en het bestuur in Batavia. Vanuit de grote citadellen werd de inheemse bevolking bestuurd. Vanuit Colombo en Galle de Singalezen en vanuit Jaffnapatnam de Tamils. De inheemse bestuursstructuur die voor de komst van de VOC gangbaar was werd echter gehandhaafd en de geldende rechtspraak bleef ook ongewijzigd. Aan het hoofd van het inheemse bestuur stond echter een compagniedienaar die de titel dessave had. Jaffna en Galle stonden onder bevel van een commandeur. De andere vestigingen langs de kust hadden een opperhoofd. Allen werden bijgestaan door een raad. Ook de parelkust van Madoera aan de tegenoverliggende kust van India, met de vestiging Tuticorin, viel onder het bestuur van Ceylon. Tot 1663 viel ook het aan de westkust van India gelegen Cochin onder Ceylon.

## Overblijfselen

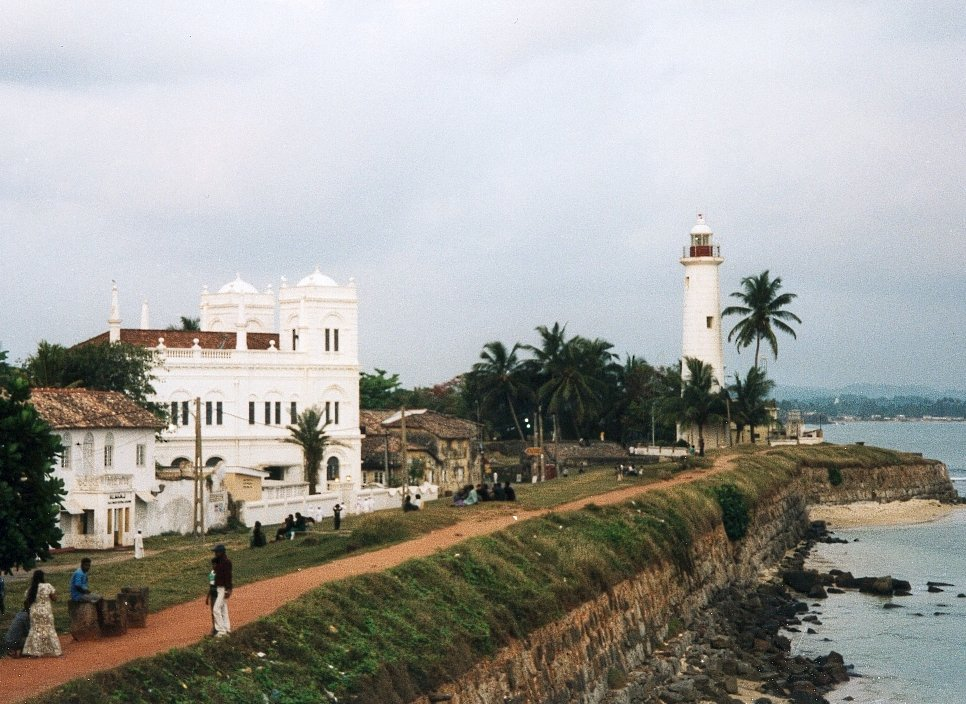
De zuidmuur van Galle Fort. Kijkend vanaf bastion Vlaggeklip naar bastion Utrecht, met links de Grote Moskee en rechts de Britse vuurtoren.

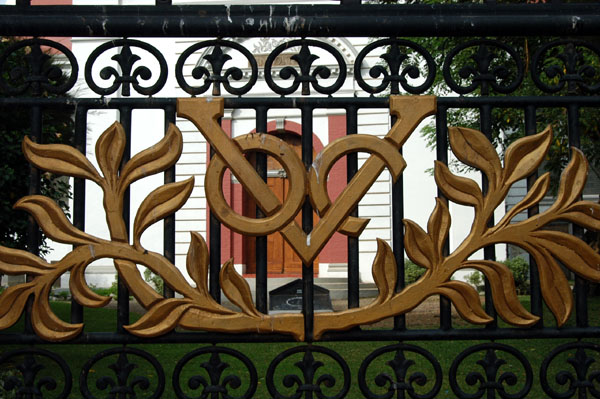
Het VOC-logo op de Wolvendaalkerk

Overblijfselen van de Nederlandse overheersing zijn:
- Het Fort Galle uit 1633, dat ook op de werelderfgoedlijst staat. Daarnaast zijn er veel andere koloniale gebouwen in Galle.
- In Unawatuna staat het oude gouverneurshuis: Nooit Gedacht.
- In Negombo zijn er overblijfselen van het voormalig Fort Negombo, waterwegen en een Nederlands kerkhof.
- In Colombo zijn overblijfselen van Fort Colombo, zoals een hospitaal, een gouverneurswoning, een museum over de VOC-tijd van het eiland en de Wolvendaalsche Kerk
- Forten in Batticaloa, Jaffna, Hammenhiel (Jaffna), Mannar en Kalpitiya.
- Fort Frederick (1658) en Fort Oostenburg in Trincomalee.
- Het fort en het Sterfort van Matara
- Overblijfselen van forten in: Pyl, Beschutter (Jaffna), Elephant (Jaffna), Pooneryn, Kayts, Delft.
- Vroeger spraken verschillende mensen de creolentaal Ceylons-Nederlands, thans zijn er nog invloeden van het Nederlands in het Singalees en het Tamil.
- Een eilanden van een groep ten noorden van Ceylon kregen in 1658 namen van Nederlandse steden. Het eilandje Delft heeft deze naam tegenwoordig nog steeds.